# Bicibus

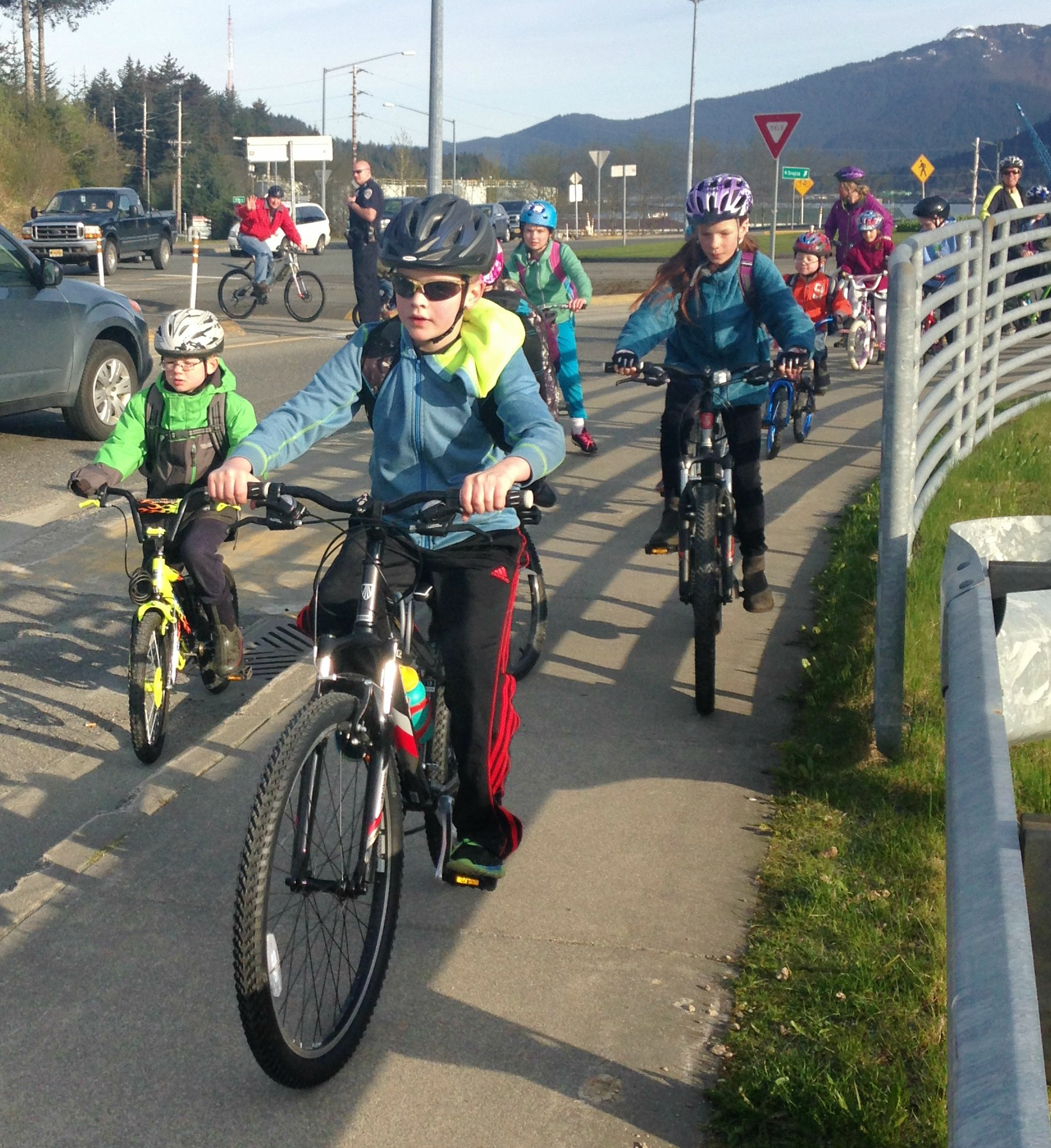
Bicibus scolastico in Alaska.

Un bicibus è un gruppo di persone che percorrono insieme un percorso in bicicletta seguendo un orario prestabilito come mezzo di spostamento verso le loro destinazioni. I ciclisti possono unirsi o lasciare il bicibús in diversi punti lungo il percorso.
I bicibús possono avere scopi sociali o ambientali, cercando di incoraggiare più persone a utilizzare la bicicletta come mezzo di trasporto, rendendo l'esperienza più interessante, socievole e sicura.
Spesso vengono organizzati bicibus scolastici in cui uno o più adulti sorvegliano un percorso in cui vengono raccolti i bambini in vari punti fino a quando arrivano alla scuola.
I bicibús hanno numerosi vantaggi, come il miglioramento della salute, la riduzione dell'inquinamento, una maggiore socializzazione e partecipazione comunitaria, la riduzione del traffico e del rumore e il miglioramento della sicurezza stradale.